# Freyella flabellispina
Freyella flabellispina är en sjöstjärneart som beskrevs av Korovchinsky och Galkin 1984. Freyella flabellispina ingår i släktet Freyella och familjen Freyellidae. Inga underarter finns listade i Catalogue of Life.